# Jakob Bosler
Jakob Bosler (* 20. Dezember 1822; † 12. Juni 1893 in Ludwigsburg) war ein deutscher Politiker und württembergischer Landtagsabgeordneter.

## Leben
Bosler war seit 1849 Stadtschultheiß von Münsingen, seit 1853 dann Oberamtspfleger und Oberamtskassier beim Oberamt Münsingen. Bosler war Mitglied der nationalliberalen Deutschen Partei und gehörte als Abgeordneter des Wahlkreises Münsingen von 1870 bis 1882 dem Württembergischen Landtag an. 1882 unterlag er bei der Landtagswahl knapp. Im März 1883 legte er seine Ämter in der Verwaltung des Oberamts nieder, die er 45 Jahre lang bekleidet hatte.
Bosler wurde in Münsingen bestattet. 